# Ichneumon ermak
Ichneumon ermak là một loài tò vò trong họ Ichneumonidae.